# 雎曉雯
雎曉雯（Ju Xiao Wen；1989年5月19日—），中國超級名模。她是高級時裝品牌Christian Dior、Kenzo、Marc Jacobs、Calvin Klein的代言人。曉雯上過Vogue China及US Vogue等雜誌封面或內頁，也有參與Chanel、Fendi、Prada等著名時裝及奢侈品的時裝展。

## 参演作品
电影:
- 晴雅集 饰 百目妖